# رامون گروسو
رامون گروسو (انگلیسی: Ramón Grosso؛ ۸ دسامبر ۱۹۴۳ – ۱۳ فوریهٔ ۲۰۰۲) یک بازیکن فوتبال و سرمربی اهل اسپانیا بود.
از باشگاه‌هایی که در آن بازی کرده‌است می‌توان به باشگاه فوتبال رئال مادرید، رئال مادرید کاستیا، اتلتیکو مادرید و تیم ملی فوتبال اسپانیا اشاره کرد.